# Бирючево (Вологодский район)
Бирючево — деревня в Вологодском районе Вологодской области.
Входит в состав Кубенского сельского поселения, с точки зрения административно-территориального деления — в Кубенский сельсовет.
Расстояние по автодороге до районного центра Вологды — 33 км, до центра муниципального образования Кубенского — 3 км. Ближайшие населённые пункты — Пазино, Мусино, Потанино, Косая Горка, Окулово, Ширяево, Сумароково, Охлопково, Куровское, Алёшино, Папино, Окишево, Погост Воскресенье, Погорелово, Деревенцево.
По данным переписи в 2002 году постоянного населения не было.